# 15543 Elizateel
15543 Elizateel è un asteroide della fascia principale. Scoperto nel 2000, presenta un'orbita caratterizzata da un semiasse maggiore pari a 2,6194581 UA e da un'eccentricità di 0,1586243, inclinata di 0,57236° rispetto all'eclittica.